# Blood Meridian, or the Evening Redness in the West
Blood meridian, or the evening redness in the West (Nederlandse vertaling Meridiaan van bloed, of het avondrood in het Westen) is een roman van de Amerikaanse schrijver Cormac McCarthy, verschenen in 1985.
De roman beschrijft historische en gewelddadige gebeurtenissen op de grens tussen de VS (Texas) en Mexico. Hoofdrolspeler is de naamloze kid (?de jongen?) die zich aansluit bij een bende scalpenjagers. Zij schuimen de grensregio met Mexico af, op zoek naar Indianen. Dé grote tegenstelling in de roman is die tussen de jeugdige en onschuldige jongen en de personificatie van het kwaad, rechter Holden, ook lid van de bende.